# Guangualí (Los Vilos)
Guangualí (de etimología no esclarecida, se le ha atribuido origen en el mapudungun) es una localidad chilena ubicada al sur de la Región de Coquimbo, perteneciente a la comuna de Los Vilos. El camino que lleva a Guangualí se inicia en el cruce de Quilimarí de la Ruta 5 (Panamericana Norte en el km 199,7) que se adentra en el valle del río Quilimarí.

## Turismo
Guangualí es un pequeño poblado de la Región de Coquimbo, más precisamente del Valle del Quilimarí, cuya población no supera las 500 personas que tienen como principal fuente de ingresos la producción de paltas.  Entre los atractivos con que cuenta el poblado se pueden mencionar la cerámica gres de Guangualí, cuyo taller está ubicado a un costado de la plazuela de ingreso a Guangualí. La cerámica refleja la identidad local en piezas de tonos ocre, turquesa y verde.
También existen ciertos sitios arqueológicos con «piedras tacitas» (similares a las del Valle del Encanto), situados al interior del fundo la viña, específicamente a unos 400 metros en dirección suroeste del baden de acceso a Guangualí (es un sitio de propiedad privada).

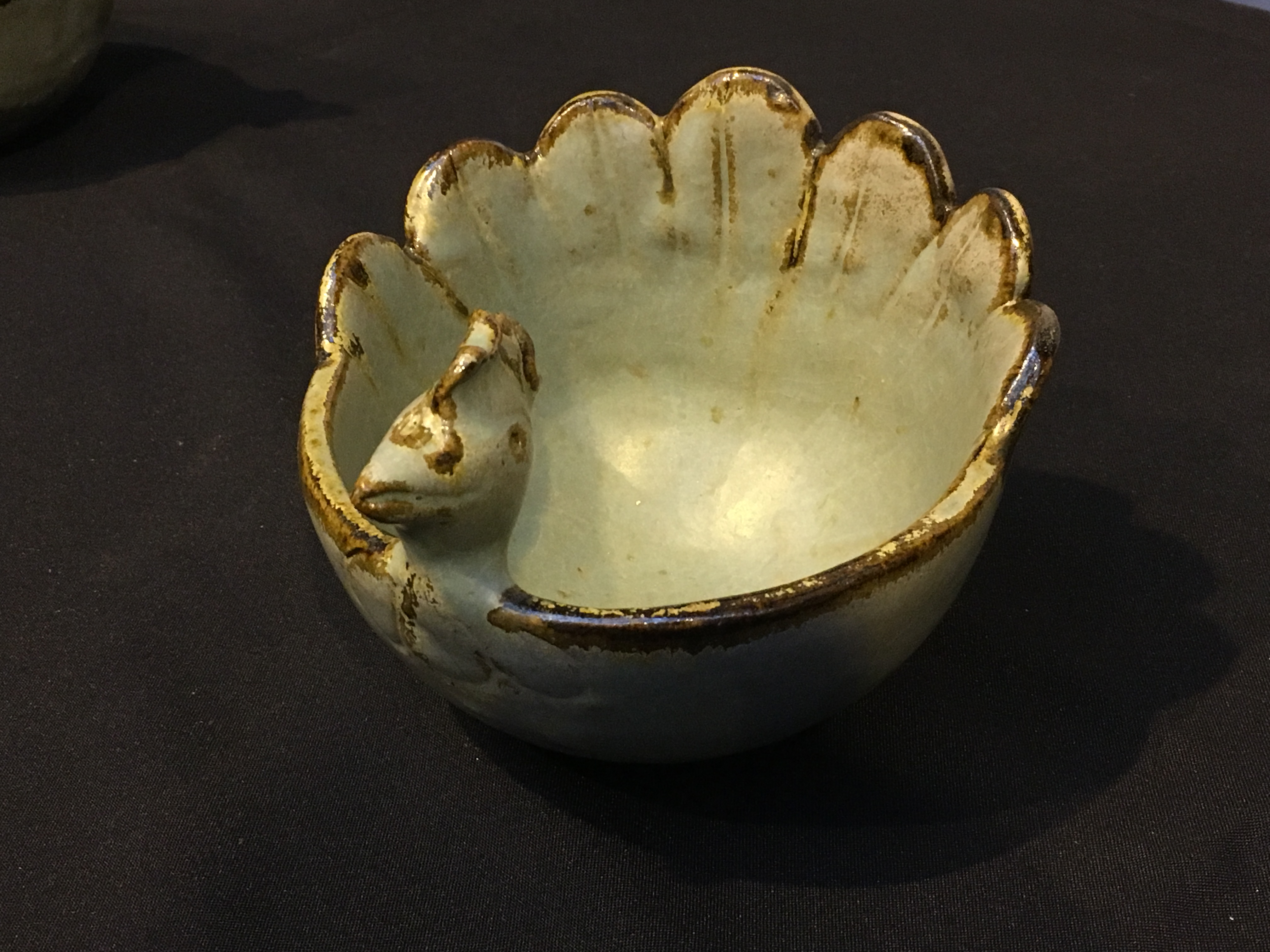
Cerámica de Guangualí

Otra manifestación artística del pueblo es la artesanía en madera, en un taller vecino al de cerámica destacan las aves de la zona talladas y pintadas manualmente.
El pueblo no cuenta con servicios hoteleros o pensiones, pero que a unos 3 km en el poblado de Palo Negro, hay alojamiento, cabañas, sauna, camas de cuarzo, sesiones de meditación etc.
Aparte de los atractivos de la ya consagrada cerámica gres de Guangualí. La localidad se destaca por sus celebraciones y fiestas típicas, tales como  el rodeo, las trillas y las fiestas religiosas como la peregrinación de la Virgen de Palo Colorado que recorre todos los rincones del Valle. En la localidad de Palo Negro, ubicada a 3 km de Guangualí, se produce alfarería utilitaria y también se realizan trabajos a crochet. En esta localidad también se pueden apreciar piedras tacita, ubicada al interior del predio donde se produce la cerámica, y además es posible apreciar, aunque no muy nítidamente, una roca con señales de petroglifos.

### Paseos
Otra oferta turística es la cabalgata diurna o nocturna, guiada por personas de Guangualí y, por tanto, conocedoras del lugar que pueden ayudar al visitante a profundizar los conocimientos sobre la naturaleza, flora, fauna y tradiciones locales. A pocos kilómetros de Guangualí se pueden apreciar los 2 pequeños petroglifos de la quebrada de Culimo (no hay que seguir los senderos en el cerro porque no hay más que los dos señalados), allí también está el embalse del mismo nombre y la mina de cuarzo de Tilama que se puede visitar, previa coordinación. En esta zona se venden también cristales de cuarzo.